# Thomas Williams (Politiker, 1825)
Thomas Williams (* 11. August 1825 nahe Richmond, Greensville County, Virginia; † 13. April 1903 in Wetumpka, Elmore County, Alabama) war ein US-amerikanischer Rechtsanwalt, Richter und Politiker (Demokratische Partei).

## Werdegang
Thomas Williams besuchte eine private Vorbereitungsschule und graduierte an der University of East Tennessee in Knoxville. Er studierte Jura, bekam 1852 seine Zulassung als Anwalt und fing dann in Wetumpka an zu praktizieren. Dann war er als Friedensrichter tätig sowie auch als Register an der Chancery. Williams wurde 1872 zum Gefängnisinspektor ernannt. Er war 1878 Mitglied im Repräsentantenhaus von Alabama. Dann wurde er in den 46. US-Kongress gewählt und in die zwei nachfolgenden US-Kongresse wiedergewählt. Er war im US-Repräsentantenhaus vom 4. März 1879 bis zum 3. März 1885 tätig. Danach ging er landwirtschaftlichen Tätigkeiten nach.